# Richard Foerster (filolog)

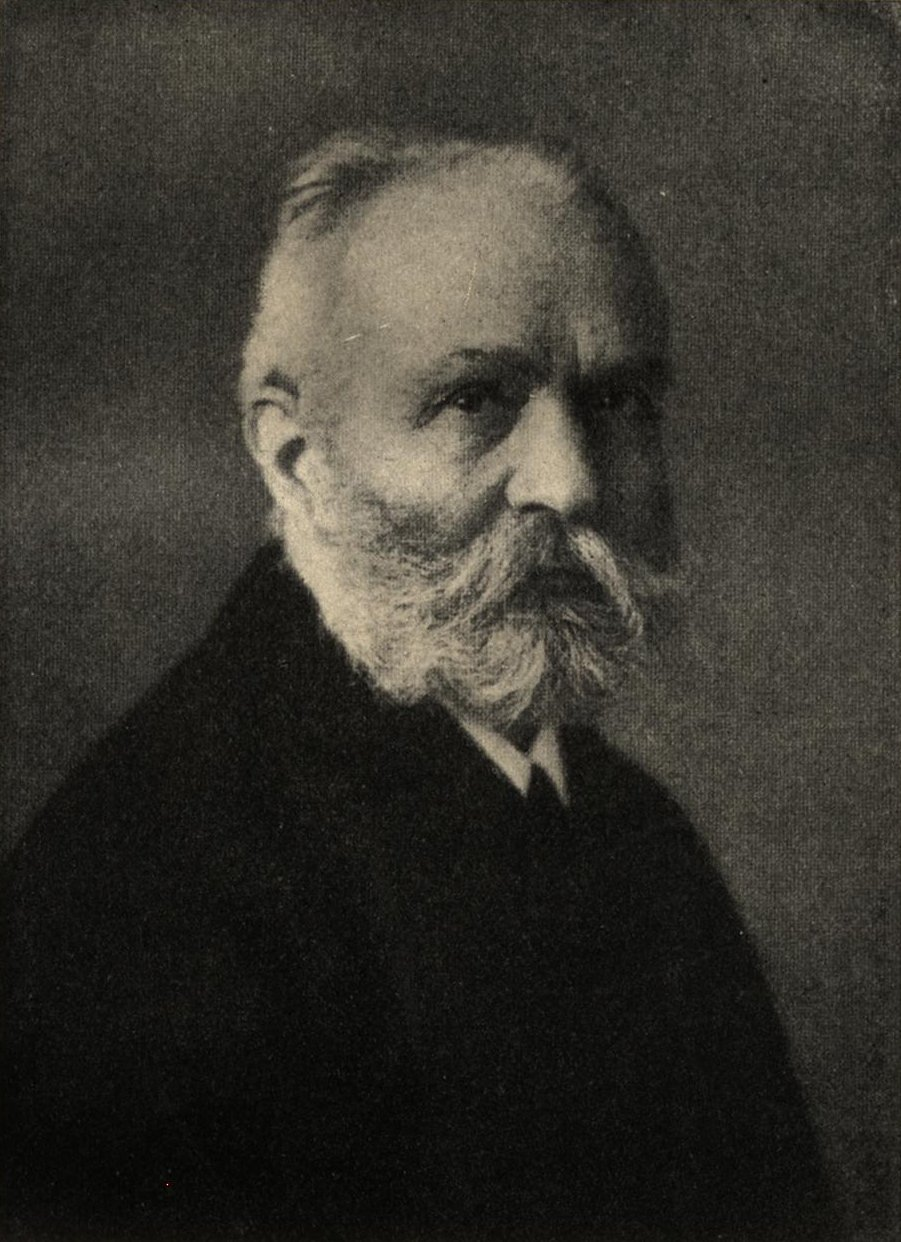
Richard Foerster.

Paul Richard Foerster, född den 2 mars 1843 i Görlitz, död den 7 augusti 1922 i Breslau, var en tysk klassisk filolog, far till Otfrid Foerster.
Foerster, som blev professor i Rostock 1875, i Kiel 1881 och i Breslau 1890, var på sin tid en av Tysklands mest framstående filologer. Han arbetade huvudsakligen inom grekisk handskrifts- och textforskning samt med filologins historia. 
Foersters största verk (1904 ff.) är en kritisk edition av Libanios väldiga litterära kvarlåtenskap. Hans avhandling om Libanioshandskrifterna i Uppsala och Linköping utgjorde Rostockuniversitetets lyckönskningsskrift till Uppsala universitet vid dess 400-årsfest 1877.